# Даревская, Елена Марковна
Еле́на Ма́рковна Даре́вская (10 декабря 1919, Хотимск, Климовичский уезд, Гомельская губерния, РСФСР — 5 октября 2010, Иркутск) — советский и российский учёный, монголовед и декабристовед. Педагог и популяризатор. Известна своими исследованиями экономических и культурных русско-монгольских отношений XIX — начала XX веков. Инициировала новый раздел в декабристоведении, связанный с изучением роли, которую сыграли в Сибири ссыльные декабристы и их потомки, являлась ученым секретарем проблемного совета «Декабристы и Сибирь».
Доцент по кафедре истории СССР. Автор более 80 научных и популярных публикаций по различным аспектам истории культуры Сибири.

## Биография
Елена Марковна Даревская родилась 10 декабря 1919 года в Хотимске Гомельской губернии. Отец — Меер Лазаревич Даревский (1892—1950), мать — Клара Израилевна Даревская (1895—1965). Среднюю школу окончила в Твери.

### Учёба и преподавательская деятельность
В 1938 году Е. М. Даревская поступила на исторический факультет Московского института истории, философии и литературы им. Н. Г. Чернышевского, где проучилась три года. Большое влияние на неё оказали историки М. Н. Тихомиров и С. С. Дмитриев.
Из-за начавшейся войны Е. М. Даревская с семьёй эвакуировалась в Иркутск. Работая в медицинском институте, продолжила учёбу. В 1945 году Е. М. Даревская с отличием окончила Иркутский государственный университет (ИГУ) с дипломной работой «Национально-освободительное движение в Монголии в 1907—1912 гг. и Россия»". Работала в ИГУ на кафедре истории СССР сначала преподавателем, а с 1947 г. — старшим преподавателем. Е. М. Даревская много лет читала лекции и вела семинары по различным темам истории России периода становления империализма и развития отношений со странами Дальнего Востока. Пользовалась авторитетом среди студентов, в том числе из Монголии.

### Исторические исследования

#### Монголоведение
Главной темой Е. М. Даревской на протяжении более чем 40 лет стали экономические и культурные связи России и Монголии в конце XIX — начала XX вв. Она автор десятков статей о русско-монгольских связях: «Ургинская школа переводчиков и толмачей» (1959), «Обучение монголов в Сибири накануне народной революции» (1974), «Связи Иркутска с Монголией» (1961), «Из жизни русской колонии в Монголии в годы гражданской войны» (1970), «Русский кинематограф в дореволюционной Урге» (1979) и другие. Автор биографических очерков об А. В. Бурдукове, С. Б. Цыбиктарове, В. Зазубрине, Ф. И. Парнякове, Д. А. Клеменце. Издатель мемуаров А. В. Бурдукова.
В 1994 году на основе многочисленных выявленных документальных материалов издана монография Е. М. Даревской «Сибирь и Монголия».

#### Декабристоведение
Заметный вклад Е. М. Даревская внесла в декабристоведение, собирая и исследуя материалы, связанные с пребыванием и разносторонней деятельностью декабристов и судьбой их потомков в Сибири. Она являлась редактором библиографического указателя «Декабристы и Сибирь», ответственным секретарём редколлегии сборников «Сибирь и декабристы», учёным секретарём проблемного Совета «Декабристы и Сибирь», существовавшего с 1976 года при ИГУ, курировала работу иркутского Дома-музея декабристов.
В 1976 году Даревской по совокупности научных работ было присвоено звание доцента. До 1980 года была активным членом исторической секции Иркутского отделения Всесоюзного общества охраны памятников и культуры. После ухода на пенсию продолжала научную и популяризаторскую деятельность.
Умерла 5 октября 2010 года в Иркутске. Похоронена на Ново-Ленинском еврейском кладбище (участок 7).

## Оценка научной и педагогической деятельности
В 1999 году в Иркутске состоялась международная конференция «Монголия и Сибирь», посвященная 80-летию со дня рождения учёной. В декабре этого же года Е. М. Даревская была награждена знаком «Заслуженный работник просвещения Монголии» за достижения в исследовании истории Монголии и вклад в подготовку монгольских историков.
В 2009 году в ИГУ было проведено торжественное заседание, посвященное 90-летию со дня рождения Е. М. Даревской.
В Государственном архиве Иркутской области образован личный фонд Е. М. Даревской — доцента кафедры истории СССР Иркутского государственного университета (фонд Р-3462).

## Награды
- Медаль «За доблестный труд в Великой Отечественной войне 1941—1945 гг.»
- Медаль «50 лет Победы в Великой Отечественной войне 1941—1945 гг.»
- Медаль правительства МНР «Найрамдал» («Дружба»)